# San Paolo di Jesi
San Paolo di Jesi es una localidad y comune italiana de la provincia de Ancona, región de las Marcas, con 921 habitantes.

## Evolución demográfica
| Gráfica de evolución demográfica de San Paolo di Jesi entre 1861 y 2001 |
|                                                                         |
| Fuente ISTAT - elaboración gráfica de Wikipedia                         |